# Accord de la Villa Madame

Signature de l’Accord de la Villa Madame par Agostino Casaroli, cardinal secrétaire d’état du Vatican (à gauche), et Bettino Craxi, président du Conseil des Ministres italien en 1984

L'accord de la Villa Madame, également connu sous le nom de « Nouveau Concordat » ou de « Concordat bis », est un accord politique conclu entre la Cité du Vatican et la République italienne en 1984. Il doit son nom à la villa Madame, à Rome, où il fut signé.

## Activité préparatoire
Au début des années 1980, le cardinal Achille Silvestrini dirige le processus de négociation entre le Saint-Siège et l'Italie, qui trouve son origine dans les diverses tentatives infructueuses des décennies précédentes ; après 1984, il passe le relais au cardinal Attilio Nicora, tandis que les négociateurs pour l'état italien sont Francesco Margiotta Broglio et Cesare Mirabelli (it), en étroite collaboration avec Giuseppe Betori, Giuseppe Mani (it) et Antonio Mennini .

## Contenu
Signé le 12 février 1984 et promulgué le 25 avril 1985, l'accord consiste en une série de points destinés à « régler les conditions de la religion et de l'Église en Italie ». L'accord se compose de quatorze articles, qui visent à affirmer et à protéger :
- Art 1 : L'indépendance et la souveraineté des deux ordres, l'État et l'Église, conformément au texte constitutionnel (Art. 7 de la Constitution).
- Art. 2 : Les garanties concernant la mission salvatrice, éducative et évangélique de l'Église catholique.
- Art 3 : Les garanties concernant la libre organisation ecclésiastique en Italie.
- Art 4 : Immunités et privilèges des personnalités ecclésiastiques.
- Art 5 : Les édifices du culte ne peuvent être réquisitionnés, occupés, expropriés, démolis ou violés par la force publique sauf en cas de « nécessité impérieuse ».
- Art 6 : Fêtes religieuses.
- Art 7 : Les nouvelles disciplines des corps ecclésiastiques.
- Art 8 : Les effets civils du mariage célébré en la forme canonique.
- Art 9 : La création d'écoles et l'alignement avec les écoles publiques.
- Art 10 : L'égalisation des titres et diplômes obtenus dans les écoles ecclésiastiques.
- Art 11 : Assistance spirituelle.
- Art 12 : Le patrimoine artistique et religieux.
- Art 13 : La volonté concernant la valeur juridique du nouvel accord.
- Art 14 : En cas de difficultés d'interprétation ou d'application, les deux parties contractantes sont tenues de résoudre ces différends à l'amiable par l'intermédiaire d'une commission mixte spéciale.

## Leshuit pour mille
La Conférence des évêques et son président ont préféré « la défiscalisation des offrandes ». C'est la forme qu'ils proposaient pour le nouveau financement de l'Église rendu nécessaire par l'abolition de l'assegno di congrua. Puis (...) ils ont accepté la proposition avancée par l'État d'une intervention supplémentaire, conçue en quelque sorte comme une couverture de l'intervention principale (la défiscalisation, en fait) : c'est la genèse de la mesure dite «8 pour mille», revendiquée par Gennaro Acquaviva, qui l'attribue à la proposition élaborée par Bettino Craxi  avec Salvatore Margiotta (it), Giuliano Amato, Giulio Tremonti (...) entre 1983 et 1987.
En effet, lorsqu'il s'agit de définir la directive pour savoir qui doit représenter son gouvernement dans les négociations pour l'élaboration de la législation d'où naît le huit pour mille , Bettino Craxi  est sans équivoque : « N'affamez pas les prêtres », ordonne-t-il sèchement.